# Іда Ді Бенедетто
Іда Ді Бенедетто (італ. Ida Di Benedetto; 3 червня 1945, Неаполь, Італія) — італійська акторка, продюсер.

## Біографія
Дебютувала в невеликій ролі у фільмі «… для всіх поліцейських автомобілів/… a tutte le auto della polizia» (1975, реж. Маріо Кайано). Серед ролей — Марія Роза в кіноповісті відомого режисера Карло Ліццані «Фонтамара» (1977, премія «Срібна стрічка», 1981), Пупетта Ферранте у фільмі німецького режисера Вернера Шретера «Неаполітанське королівство» (1978), Іммаколата в гучній драмі «Іммаколата і Кончетта: інші ревнощі» (1979, премія «Срібна стрічка»). Грала у кримінальних стрічках, комедіях. Знімалася у фільмах режисерів Паскуале Скуїтьєрі, Маріо Монічеллі, Пупі Аваті, Ліни Вертмюллер, Сальваторе Пісчікеллі, Даміано Даміані. Знімалася в телесеріалах. Спільно з дочкою Стефанією Біфа володіє кінопродюсерською компанією «Titania Produzioni». Нинішній чоловік актриси — Джуліано Урбані, колишній міністр мистецтв і культури Італії (2001—2005).

## Фільмографія
- Il gioco della verità (1974)
- ...a tutte le auto della polizia (1975)
- Fontamara (1977)
- The Reign of Naples (1978)
- Immacolata e Concetta (1980)
- Palermo or Wolfsburg (1980)
- Готельний номер (1981)
- Day of the Idiots (1981)
- Testa o croce (1982)
- Più bello di così si muore (1982)
- Tradimento (1982)
- Giuramento (1982)
- Der Schlaf der Vernunft (1984)
- Giuseppe Fava: Siciliano come me (1984)
- Noi tre (1984)
- Guapparia (1984)
- Pizza Connection (1985)
- Mamma Ebe (1985)
- La ballata di Eva (1985)
- Blues metropolitano (1985)
- Champagne amer (1986)
- Regina (1987)
- Ferdinando, Man of Love (1990)
- Marcellino pane e vino (1991)
- The Whores (1994)
- Oltremare — Non è l'America (1998)
- Quartetto (2001)
- Rosa Funzeca (2002)
- Alla fine della notte (2003)
- Fratella e sorello (2005)
- Leone nel basilico (2013)